# Geositta isabellina
A Geositta isabellina a madarak (Aves) osztályának verébalakúak (Passeriformes) rendjébe és a fazekasmadár-félék (Furnariidae) családjába tartozó faj.

## Rendszerezése
A fajt Rodolfo Amando Philippi német-chilei őslény és állattan tudós és Christian Ludwig Landbeck német ornitológus írta le 1864-ben, a Certhilauda nembe  Certhilauda isabellina néven, innen helyezték jelenlegi nemébe.

## Előfordulása
Argentína és Chile határvidékén honos. A természetes élőhelye szubtrópusi és  trópusi hegyi füves puszták.

## Megjelenése
Átlagos testhossza 19 centiméter, testtömege 38-48 gramm.

## Életmódja
Ízeltlábúakkal táplálkozik, de néha magvakat is fogyaszt.

## Természetvédelmi helyzete
Elterjedési területe elég nagy, egyedszáma csökkenő, de még nem éri el a kritikus szintet. A Természetvédelmi Világszövetség Vörös listáján nem fenyegetett kategóriában szerepel a faj.

## Külső hivatkozások
- Képek az interneten a fajról
- Xeno-canto.org - a faj hangja és elterjedési területe